# Associació de Candidats
L'Associació de Candidats (en groenlandès Kattusseqatigiit) va ser un partit polític conservador de Groenlàndia.

## Història
Va néixer com una aliança de candidats independents liderats per Anthon Frederiksen a les eleccions locals de 1993 amb el nom d'Attaviittut Kattusseqatigiit. No va ser fins a la primavera de 2005 que es va fundar oficialment com a partit, exercint però, més de llista electoral i un moviment de protesta que de partit polític habitual.
L'Associació va formar part del govern de coalició de Kuupik Kleist entre 2009 i 2013, exercint Anthon Frederiksen de Ministre d'Afers Interiors i Justícia. Posteriorment, però, el partit va perdre la seva representació al Parlament de Groenlàndia per primera vegada des de 1995. Conseqüentment, es va dissoldre al 2014, passant Frederiksen a formar part del nou partit Naleraq.

## Resultats electorals

### Parlament de Groenlàndia
| Any  | Vots  | %         | Escons | ±   | Govern |
| ---- | ----- | --------- | ------ | --- | ------ |
| 1995 | 1,193 | 4.7 (#5)  | 1 / 31 | Nou |        |
| 1999 | 3,453 | 12.3 (#4) | 4 / 31 | 3   |        |
| 2002 | 1,510 | 5.3 (#5)  | 1 / 31 | 3   |        |
| 2005 | 1,385 | 4.1 (#5)  | 1 / 31 | =   |        |
| 2009 | 1,084 | 3.8 (#5)  | 1 / 31 | =   |        |
| 2013 | 326   | 1.1 (#6)  | 0 / 31 | 1   |        |

### Eleccions locals
| Any  | Vots  | %    | Escons | +/- |
| ---- | ----- | ---- | ------ | --- |
| 2008 | 1,137 | 4.69 | 2 / 72 | Nou |
| 2013 | 268   | 1.14 | 0 / 70 | 2   |